# C2B
Consumer-to-business (abreviado C2B, traducido como «consumidor a empresa») es un modelo empresarial en el cual los consumidores (individuos) crean el valor y las empresas comerciales consumen aquel valor. Por ejemplo, cuándo un consumidor escribe reseñas o cuando da una idea útil para el desarrollo de un producto nuevo; entonces el consumidor está creando valor para el empresario si el negocio adopta esa idea o entrada. Se exceptúan aquí los conceptos de crowd sourcing (tareas realizadas por una multitud de personas) y cocreación. 
El modelo C2B, también llamado subasta inversa o modelo de colección de la demanda, habilita a los compradores para nombrar o reclamar su propio precio, el cual a menudo está vinculado a un bien concreto o a un servicio. El sitio web recoge las ofertas de la demanda y entonces ofrece esas ofertas a los vendedores o empresas participantes.
Otra forma de C2B es el modelo empresarial de comercio electrónico en el que los consumidores pueden ofrecer productos y servicios a compañías, y las compañías pagan a los consumidores. Este modelo empresarial es una completa inversión del modelo empresarial tradicional en el que bienes y servicios de las compañías son ofertados a los consumidores (empresas-a-consumidor = B2C).  Podemos ver al modelo C2B operando en blogs o foros de internet en los cuales el autor ofrece un enlace a un negocio en línea facilitando así la compra de un producto (como un libro en Amazon.com), por lo cual el autor podría recibir ingresos de una venta exitosa. Elance fue el primer sitio del modelo C2B de comercio electrónico.
El advenimiento del esquema C2B se debe a:
- El internet que conecta grupos grandes de personas a una red bidireccional; los canales de venta de los grandes medios de comunicación tradicionales son unidireccionales, mientras que el internet es bidireccional.
- Decrecimiento en los costes de tecnología; los individuos ahora tienen acceso a tecnologías que hace tiempo sólo estaban disponibles para las compañías grandes (tecnología de adquisición e impresión digitales, ordenadores de alto rendimiento, y software potente).